# Константинос Галанос
Константинос Галанос (грч. Κωνσταντίνος Γαλανός; Солун, 13. јул 1984) грчки је певач и композитор.

## Биографија
Галанос је рођен у Солуну 13. јула 1984. године. У раној младости почиње да свира бузуки, а онда и гитару и клавир. Прво јавно извођење имао је са 10 година када је свирао и певао у мјузиклу Мелодија среће.
Каријеру је започео 2000. године као гитариста у ноћном клубу у Солуну, а касније, 2007. године, опробао се и као певач, када је први уговор са грчком продукцијском кућом и објавио деби албум.

## Дискографија

### Албуми
- грч. , транслит.  — „Први контакт” (2007)
- грч. , транслит.  — „Питаћеш за мене” (2009)
- грч. , транслит.  — „Ах, срце моје” (2010)
- грч. , транслит.  — „Изгубимо љубав” (2012)